# Tasmanovo moře
Tasmanovo moře je jedno z okrajových moří Tichého oceánu. Rozkládá se mezi Austrálií a Novým Zélandem. S Indickým oceánem je propojeno Bassovým průlivem.

## Přístavy
- Sydney
- Newcastle
- Brisbane
- New Plymouth